# Elatostema oligodon
Elatostema oligodon là loài thực vật có hoa trong họ Tầm ma. Loài này được Quisumb. mô tả khoa học đầu tiên năm 1934.